# Boule à neige
 (août 2010).
Cet article possède un paronyme, voir Boule de neige (homonymie).
Ne doit pas être confondu avec Boule de neige.

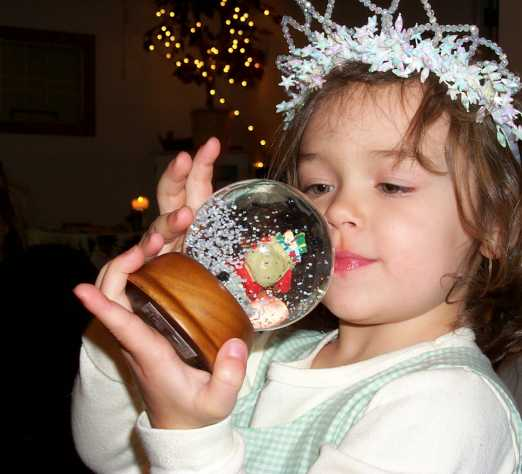
Fillette manipulant une boule à neige dont les flocons sont en suspension dans la sphère.

La boule à neige, également appelée boule de neige ou boule neigeuse, est un objet sphérique en verre ou en plastique transparent.
Considérée parfois comme un gadget, elle contient un motif décoratif, de l'eau et des paillettes de plastique pour représenter la neige. Lorsqu'on la retourne, il se met à neiger dans la boule.

## Histoire
Son origine remonte, semble-t-il, à l'Exposition universelle de 1878 à Paris, où les maîtres-verriers étaient mis à l'honneur. Des commissaires américains rapportèrent leur intérêt pour « des presse-papiers de verre soufflé, emplis d'eau, montrant à l'intérieur une figurine d'homme s'abritant sous un parapluie » et que « ces boules contiennent aussi une poudre blanche qui, en retournant le presse-papier, tombe en imitant une tempête de neige ». Mais aucun des noms des sept maîtres-verriers qui ont semble-t-il fabriqué et exposé des boules à neige lors de cette Exposition n'a été cité à l'époque et ils sont donc tombés dans l'oubli.
L'Exposition universelle de Paris de 1889 voit l'inauguration de la tour Eiffel ; une réplique du monument dans une boule à neige en est alors le souvenir incontournable.
La mode était lancée, et bientôt, de nombreux fabricants proposent de nouveaux modèles, principalement dotés de motifs religieux.
Par la suite, dans les années 1930, avec le développement du tourisme et l'arrivée des premiers congés payés en France, des modèles représentant les stations balnéaires et autres lieux de villégiature à la mode se développent. Elles sont encore en verre mais, peu à peu, les socles lourds, initialement réalisés en céramique, marbre ou pâte de verre, sont fabriqués avec de la bakélite, matériau plus facile à travailler et permettant une reproduction plus aisée.
Dans les années 1950, les matières plastiques s'imposent et la boule à neige prend la forme qu'on lui connaît actuellement. La production touche alors Hong Kong et devient mondiale.
Puis apparaissent les boules à neige publicitaires, et on rencontre aujourd'hui des modèles contenant des personnages de bandes dessinées, de dessins animés ou de cinéma, sans oublier les boules à neige « Père Noël » ou encore les boules à neige musicales.
Des artistes renommés ont également créé leurs boules à neige, comme Walter Martin et Paloma Muñoz (en) qui les transforment en objets d'art. Le musée Rodin a proposé aussi une boule à neige géante en emprisonnant le fameux Baiser du sculpteur français dans un dôme de verre. De nombreuses marques de luxe de renommée internationale, telles que Ladurée, Martin Margiela ou encore Sonia Rykiel, surfent également sur cette tendance de l'objet rétro qui peut apporter alors une haute valeur ajoutée.
Aujourd'hui ne restent en Europe que quelques entreprises proposant la vente de boules à neige. En France, deux entreprises commercialisent et fabriquent des boules à neige en plastique : la plus ancienne, tenue par la famille Bruot, un ancien mouliste de sujets destinés aux boules à neige situé à Oyonnax, dans la vallée de la plasturgie, et la société JLK dans l'Ain qui a repris la société Convert. Royal River Design, basée à Paris, conçoit et fabrique quant à elle des boules à neige en verre (appelées « snowglob'art ») pour différents acteurs du luxe français.

## Théâtre
En 2020, l'historien Patrick Boucheron et le metteur en scène Mohamed El Khatib créent une performance sur l'histoire et les significations de la boule à neige, réunissant les expériences de différents collectionneurs à travers le monde, et intitulée Boule à neige.

« Une boule transparente, on la renverse et il tombe de la neige. Cet objet incontournable des boutiques de souvenirs a fait rêver des générations d’enfants. Souvent remisé après usage au fond d’un tiroir, il est aussi un Graal pour les collectionneurs toujours en quête de la boule manquante, celle qui leur rendra leur enfance à jamais perdue. Considérée comme dérisoire, la boule à neige est loin d’être un objet anodin, comme le révèlent Mohamed El Khatib et l’historien Patrick Boucheron. Ils montrent dans cette performance comment un tel phénomène issu de la culture populaire permet d’interroger les actes de « qualification » et de « croyance » qui, par des opérations de « bénédiction » esthétique, de « sacrement » culturel, transforment un objet ordinaire en œuvre d’art. »

— Hugues Le Tanneur, pour le Festival d’Automne à Paris
La performance a été créée le mardi 13 octobre 2020 à la Comédie de Saint-Étienne et le texte est paru aux Solitaires intempestifs.